# براندان جوردن
براندان جوردن (بالإنجليزية: Brendan Jordan)‏ هو عارض ويوتيوبي أمريكي، ولد في 25 سبتمبر 1999.